# Psychotria beddomei
Espèce
Statut de conservation UICN

 EN B1+2c : En danger
Psychotria beddomei est une espèce de plantes de la famille des Rubiaceae.

## Publication originale
- Journal of Economic and Taxonomic Botany 5: 478. 1984.